# Cnemida tristriata
Cnemida tristriata är en skalbaggsart som beskrevs av Jameson 1996. Cnemida tristriata ingår i släktet Cnemida och familjen Rutelidae. Inga underarter finns listade i Catalogue of Life.